# Hitler's Madman

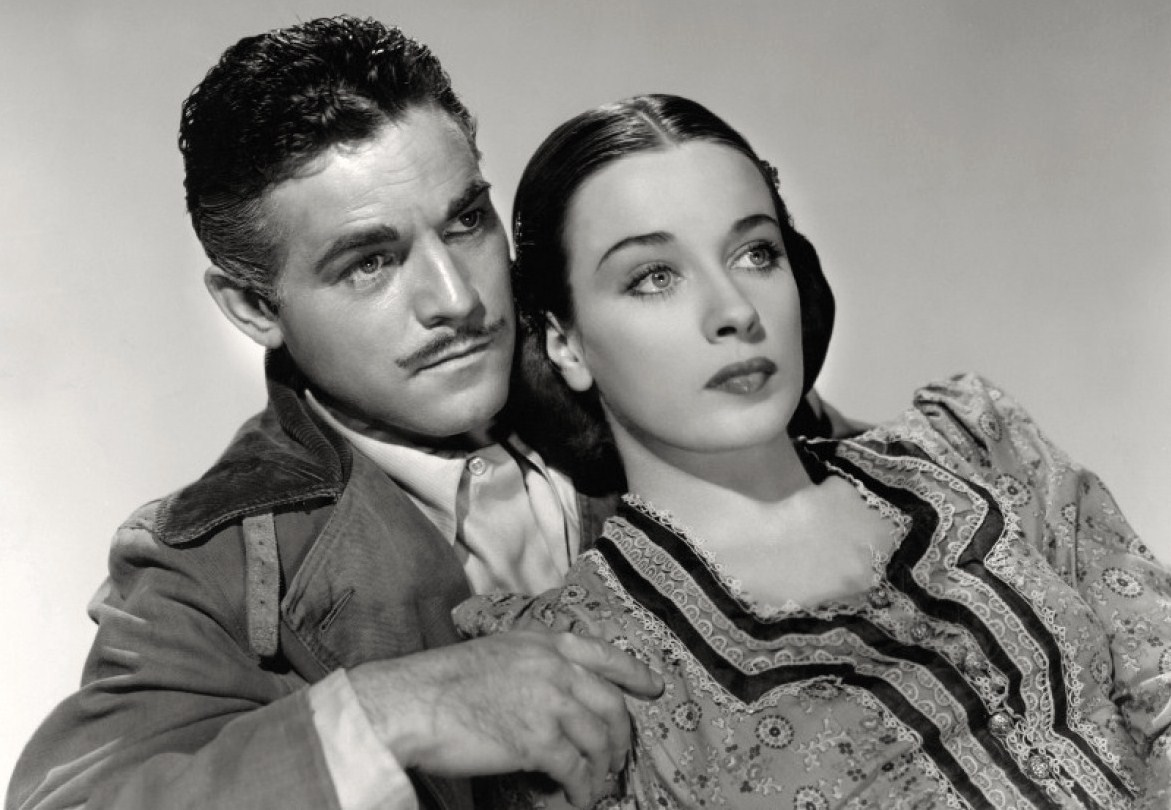
Alan Curtis et Patricia Morison (photo promotionnelle).

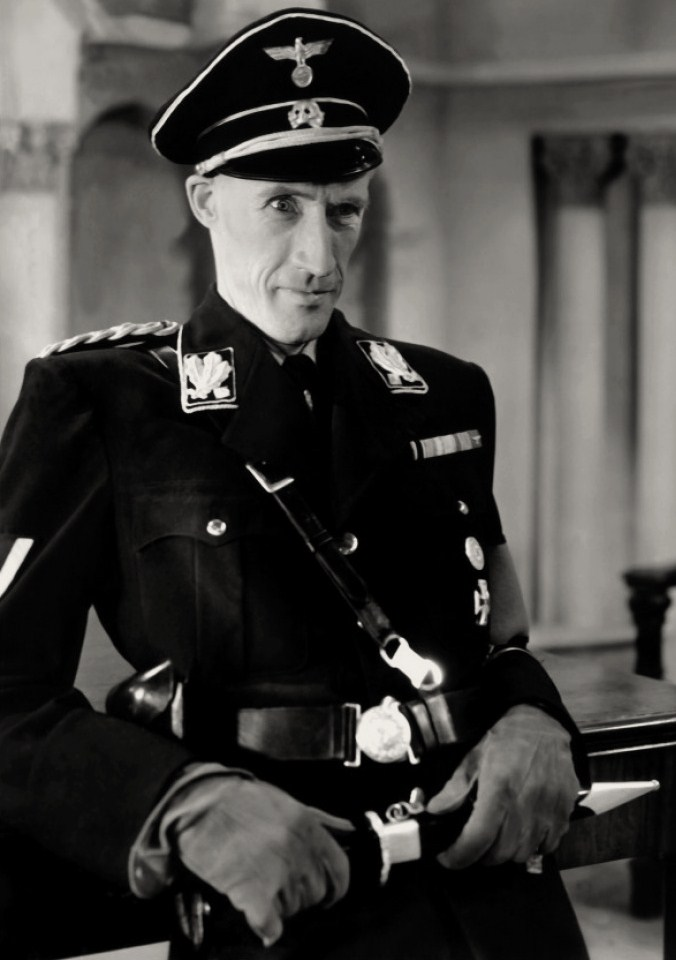
John Carradine (photo promotionnelle).

Pour plus de détails, voir Fiche technique et Distribution.
Hitler's Madman (titre original) est un film américain réalisé par Douglas Sirk en 1942, sorti en 1943.

## Synopsis
En 1942, de passage dans le petit village tchèque de Lidice, Reinhard Heydrich, Reichsprotektor de Bohême, commandant en chef du gouvernement nazi en Tchécoslovaquie (Protectorat de Bohême-Moravie), est mortellement blessé lors d'un attentat commis par deux résistants (l'opération Anthropoid). En représailles, Lidice est détruit, une partie de ses habitants fusillés, les autres déportés...

## Fiche technique
- Titre original : Hitler's Madman
- Titre original alternatif : Hitler's Hangman
- Réalisation : Douglas Sirk
- Scénario : Peretz Hirshbein, Melvyn Levy, Doris Malloy et Edgar George Ulmer, d'après un sujet d'Emil Ludwig et Albrecht Joseph, et le récit Hangman's Village de Bart Lytton
- Photographie : Jack Greenhalgh
- Directeur technique : Eugene Schufftan
- Direction artistique : Fred Preble et Edward Willens
- Décors : Edgar George Ulmer
- Musique : Karl Hajos, Nathaniel Shilkret et Eric Zeisl
- Montage : Dan Milner
- Producteurs : Seymour Nebenzal et Rudolf S. Joseph, pour la Producers Releasing Corporation (PRC)
- Distributeur : Metro-Goldwyn-Mayer
- Genre : Drame / film de guerre
- Couleur : Noir et blanc
- Durée : 81 minutes
- Date de sortie :
  - États-Unis : 10 juin 1943

## Distribution
- Patricia Morison : Jarmilla Hanka
- John Carradine : Reinhard Heydrich
- Alan Curtis : Karel Vavra
- Howard Freeman : Heinrich Himmler
- Ralph Morgan : Jan Hanka
- Ludwig Stossel : Herman Bauer (le maire)
- Edgar Kennedy : Nepomuk (l'ermite)
- Al Shean : le père Cemlanek
- Elizabeth Russell : Maria Bartonek
- Jimmy Conlin : Dvorak (le boutiquier)
- Louis V. Arco : un sergent allemand
- Richard Ryen : un agent de la Gestapo

Acteurs non crédités
- Ava Gardner : Franciska Pritric (une étudiante)
- Frank Hagney : un ingénieur
- Johanna Hofer : Magda Bauer
- Victor Kilian : Janek (un villageois)
- Laurie Lane : Minna
- Tully Marshall : le professeur à l'université
- Merrill McCormick : un assistant-médecin
- Frances Rafferty : Annaliese Cermak
- Peter Van Eyck : un agent de la Gestapo
- Carey Wilson : le narrateur (voix)
- Blanche Yurka : Anna Hanka
- Wolfgang Zilzer : un colonel SS

## Critique
À l'occasion d'une diffusion télévisée en 1994, Aurélien Ferenczi écrivait dans Télérama :
« C'est le premier film américain de l'allemand Detlef Sierck, devenu Douglas Sirk : émigré aux États-Unis en 1939, le cinéaste avait été pris sous contrat par la Warner, puis par la Columbia, mais aucun de ses projets n'avait abouti ; entre ces deux expériences, il s'était retiré quelques mois pour élever de la volaille dans une ferme près de San Francisco. En 1942, une toute petite compagnie, PRC, lui proposa de tourner en une semaine (!) un film antinazi, comme Hollywood en produisait beaucoup à l'époque. Moins ouvertement ambitieux que les films d'espionnage équivalents de Lang ou de Hitchcock, Hitler's Madman s'inspire d'une histoire vraie et la raconte sans détours, avec justesse et clarté. Le travail sur le noir et blanc avec l'opérateur Eugene Schufftan est d'une richesse exceptionnelle, tout comme l'interprétation shakespearienne de John Carradine. Sirk joue également d'un symbolisme simple - la ruralité tchèque, image de vie et de fécondité, s'oppose au mal nazi -, et il est difficile de ne pas être ému par les scènes finales. Fait curieux, les rushes du film plurent tellement que la MGM accepta de le distribuer, à condition que certains passages soient à nouveau tournés, avec plus de moyens. D'où un certain déséquilibre entre un parti pris de départ franchement documentaire et, à l'arrivée, certaines reconstitutions plus fastueuses. Mais les qualités du film sont intactes. »

## Autres films sur le même sujet
- Les bourreaux meurent aussi de Fritz Lang, 1943
- Commando à Prague (Atentát), un film tchécoslovaque de Jiří Sequens, 1964
- Sept hommes à l'aube (Operation Daybreak) de Lewis Gilbert, 1975
- Lidice de Petr Nikolaev, 2011
- Opération Anthropoïde : éliminer le SS Heydrich, un documentaire de Jarmila Buzkova, 2013